# قزلجه‌آق‌امام
قزلجه آق امام، روستایی است از توابع بخش مرکزی شهرستان آزادشهر در استان گلستان ایران.

## جمعیت
این روستا در دهستان نظام‌آباد قرار دارد و براساس سرشماری مرکز آمار ایران در سال ۱۳۸۵، جمعیت آن ۲۳۲۰ نفر (۴۷۹خانوار) بوده‌است. جمعیت این روستا براساس سرشماری مرکز آمار ایران در سال 1395، برابر 2584 نفر (688 خانوار) می باشد.